# ガンメルスハウゼン
ガンメルスハウゼン (ドイツ語: Gammelshausen) は、ドイツ連邦共和国バーデン＝ヴュルテンベルク州シュトゥットガルト行政管区のゲッピンゲン郡に属す町村（以下、本項では便宜上「町」と記述する）である。この町はレギオン・シュトゥットガルト（シュトゥットガルト地方、1992年まではネッカー川中流地域）およびシュトゥットガルト欧州大都市圏辺縁部に含まれる。自治体ガンメルスハウゼンには、ガンメルスハウゼン地区の他に属す集落はない。

## 地理

### 位置
ガンメルスハウゼンは、高度 385 m からシュヴェービシェ・アルプの尾根の 722 m までに位置している。郡庁所在地ゲッピンゲンから南に約 9 km にあたる。町の最高地点はジーレンヴァング（山）である。

### 隣接する町村
隣接する町村は、ハイニンゲン、エッシェンバッハ、バート・ディッツェンバッハ、グリュービンゲン、デュルナウである（いずれもゲッピンゲン郡）。

### 土地利用
| 用途                 | 面積 (ha) | 占有率 (%) |
| -------------------- | --------- | ---------- |
| 住宅地               | 24        | 7.4        |
| 商工業地             | 2         | 0.5        |
| レクリエーション用地 | 2         | 0.5        |
| その他市街地         | 7         | 2.1        |
| 交通用地             | 27        | 8.2        |
| 農業用地             | 179       | 54.2       |
| 森林                 | 87        | 26.3       |
| 水域                 | 1         | 0.4        |
| その他               | 1         | 0.4        |
| 合計                 | 330       | 100        |

2022年現在の州統計局のデータに基づく。

## 歴史

### 地名
町名は、かつてのアレマン人のジッペの長 Gamold に由来する。現在のガンメルスハウゼン (Gammelshausen) は、かつての Gamoltzhusen から発展した。

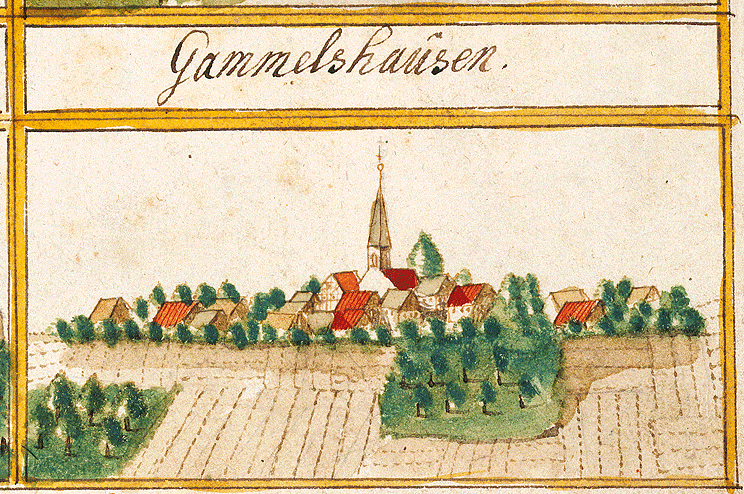
1683年にアンドレアス・キーザーの森林簿に描かれたガンメルスハウゼン

### 帰属
ガンメルスハウゼンは、元々はテック公の勢力下にあり、1321年にボルとともにヴュルテンベルク家の所有となった。この村は1479年にデュルナウとともにツィレンハルト家が獲得し、神聖ローマ帝国の消滅までデュルナウとその帰属をともにした。1806年に陪臣化によってガンメルスハウゼンはヴュルテンベルク王国領となり、オーバーアムト・ゲッピンゲンに編入された。

### 20世紀
ナチ時代のヴュルテンベルクの郡再編によりこの町は、1938年にゲッピンゲン郡の所属となった。この町は、1945年から1952年までアメリカ占領地区に創設されたヴュルテンベルク＝バーデン州に属した。この州は1952年にバーデン＝ヴュルテンベルク州に再編された。
ガンメルスハウゼンは、コンテスト「我らの村は美しくなる」で1975年に州および連邦レベルで金メダルを獲得した。

## 住民

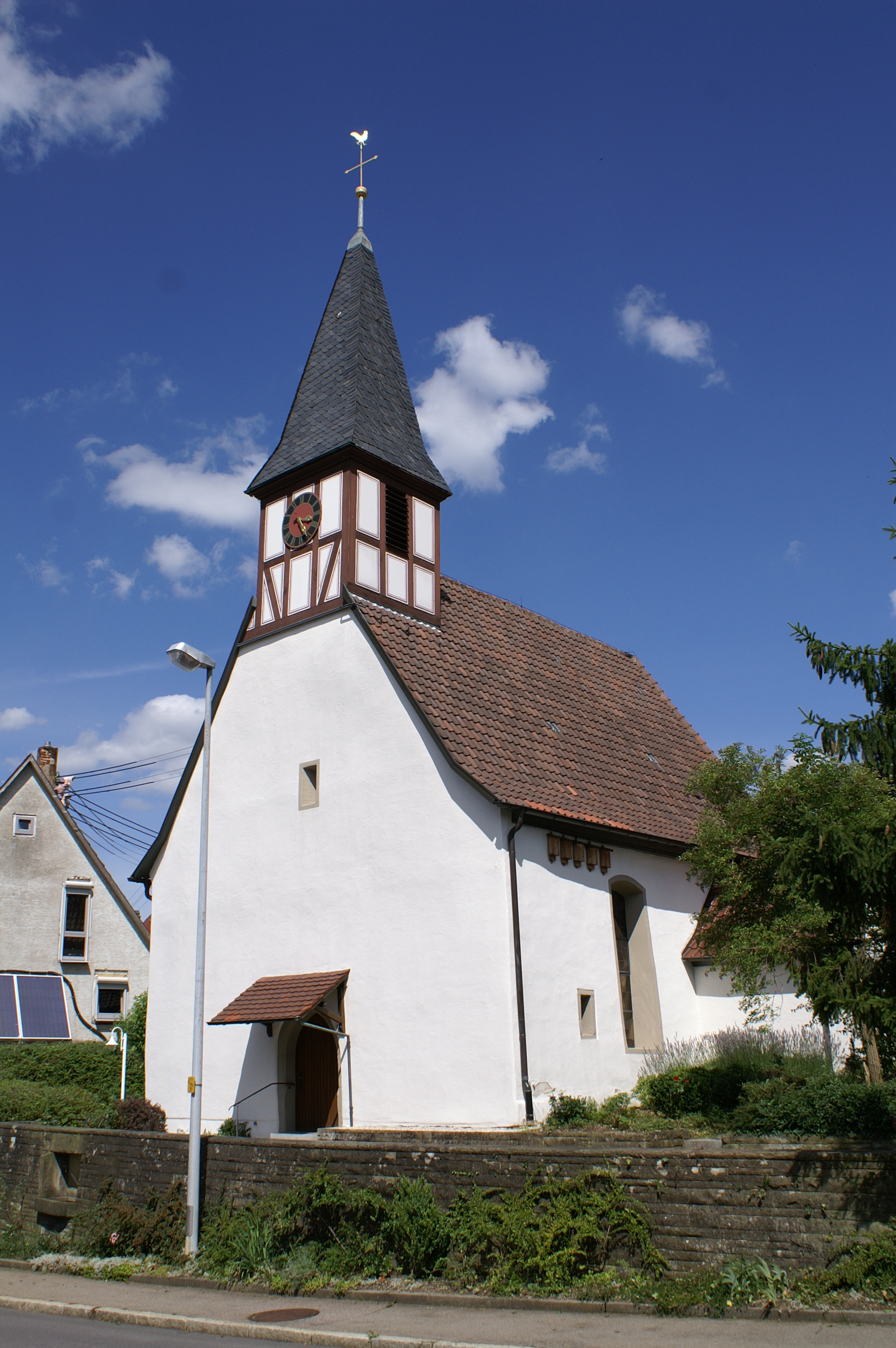
ガンメルスハウゼンの福音主義教会

### 宗教
町の中心に建つ福音主義教会は、ゲッピンゲン教会管区の支部教会で、デュルナウ教区の管轄下にある。ガンメルスハウゼンは、隣町のデュルナウと政治的運命をともにし、教会組織上も1798年からデュルナウに属した（それ以前はボルに属した）が、2012年までは独立した教会組織であった。ガンメルスハウゼンの聖マリア礼拝堂は1436年に記録されている。現在の教会は1700年に建設されたが、それよりも古い部分も遺っている。ガンメルスハウゼン教会組織は、合併前からデュルナウ教区が管轄していた。

### 人口推移
出典: 1970年以降のデータは、バーデン＝ヴュルテンベルク州統計局のデータに基づく。
| 時期           | 人口（人） |
| -------------- | ---------- |
| 1837年         | 0286       |
| 1907年         | 0344       |
| 1939年05月17日 | 0307       |
| 1950年09月13日 | 0412       |
| 1970年05月27日 | 0688       |
| 1983年12月31日 | 1480       |
| 1987年05月25日 | 1485       |
| 1991年12月31日 | 1529       |
| 1995年12月31日 | 1562       |
| 2005年12月31日 | 1415       |
| 2010年12月31日 | 1464       |
| 2015年12月31日 | 1429       |
| 2020年12月31日 | 1417       |

## 行政

### 議会
ガンメルスハウゼンの町議会は10議席からなる。町議会はこれらの選出された名誉職の議員と議長を務める町長で構成される。町長は町議会において投票権を有している。

### 紋章
図柄: 金地、赤いサクランボのペアの下に赤い家。
紋章に描かれたサクランボのペアは、ガンメルスハウゼンで営まれているサクランボ栽培を表している。家 (ドイツ語: Haus) は、地名 Gammelshausen の後半部分に由来する。この紋章と赤-黄の町の旗は、1959年10月9日に内務省の認可を得た。

### 姉妹自治体
- ブライル/ブリーゲルス（ドイツ語版、英語版）（スイス、グラウビュンデン州）1983年

## 経済と社会資本

### 交通
ガンメルスハウゼンは州道によってハイニンゲン、デュルナウ、グリュービンゲン、およびバート・ディッツェンバッハに属すアウエンドルフと結ばれている。アウトバーン A8号線のアイヒェルベルク・インターチェンジおよびミュールハウゼン・インターチェンジへは約 9 km の距離にある。ガンメルスハウゼンでは多くのバス路線が運行しており、郡庁所在地ゲッピンゲンなどへの交通手段となっている。

### 公共施設
町役場の近くに、1976年に完成した公民館がある。その中にはケーゲルのレーンや、2000年からはユーゲントラウム（若者の部屋）もある。この他、ガンメルスハウゼンには公共のパン焼き小屋がある。

### 教育
ガンメルスハウゼンには学校も幼稚園もない。ガンメルスハウゼンの子供達は、隣町デュルナウの共同の施設で学ぶ。これらの施設は町境から 1 km ほどの位置にある。

### 水供給
近隣の他の町と異なり、ガンメルスハウゼンにはいくつかの水源が存在している。しかしこれらは年中湧出しているわけではないため、町は追加的にコルンベルクグループに加盟し、これを介して州の水供給団体に接続している。コルンベルクグループの水は、近くに位置する水源から引いているが、州の水供給団体は約 40 km 離れたドナウリート（ウルムとドナウヴェルトとの間の河川地域）から水を引いている。

## 文化と見所

### 見所
ガンメルスハウゼンには、1974年に整備され、デュルナウにまで延びる果樹園学習路が通っている。近年シュヴァーベン格言の道がこれに加わった。

### スポーツとレジャー
ガンメルスハウゼンの北外れにサッカー場が設けられた。ガンメルスハウゼンは、隣町デュルナウと共同で、ガンメルスハウゼンに接するデュルナウ町内にスポーツ・レジャーセンターを運営している。ガルゲンブッケルの高台に、ゾンヴェントフォイアーをはじめ様々な行事が定期的に開催されるイベント会場がある。この町は、周辺のフックスエック、ジーレンヴァング、ケプフレ、コルンベルクといった山へ向かうマウンテンバイクツアーの出発点として好適である。

### クラブ
- ケーゲルクラブ・ガンメルスハウゼン: 女子第1チームはブンデスリーガ2部で、男子第1チームはフェアバンツリーガに参加している。

## トリビア
ガンメルスハウゼン住民には「シュペルテルラ」というニックネームが与えられている。このニックネームは、かつてガンメルスハウゼンの女性に言い寄ろうとしたよそ者のライバルをガンメルスハウゼンの若者がシュヴァーベン語で「シュペルテルラ」と呼ばれる木材を投げつけて追い払ったことに由来するとされる。

## 関連図書
- Rudolf Moser, ed (1844). “Gemeinde Gammelshausen”. Beschreibung des Oberamts Göppingen. Die Württembergischen Oberamtsbeschreibungen 1824–1886. Band 20. Stuttgart / Tübingen: Cotta’sche Verlagsbuchhandlung
- Claus Anshof (1986). „I glaub net amol des, was i sieh!“ Glaubliche und unglaubliche Geschichten aus einem schwäbischen Dorf. Gemeinde Gammelshausen